# 11249 Etna
11249 Etna (1971 FD) là một tiểu hành tinh nằm phía ngoài của vành đai chính.